# 快樂·霍根
快樂·霍根 （英語：Happy Hogan），全名為哈羅德·約瑟夫·「快樂」·霍根（Harold Joseph "Happy" Hogan），是由美國漫威漫畫出版的美國漫畫書中出現的虛構角色。他通常被描繪成鋼鐵人故事中的助手。

## 出版歷史
快樂·霍根由作家 史丹·李 和羅伯特·伯恩斯坦以及藝術家唐‧赫克創作，首次出現於《懸疑故事》第45期（1963年9月）中。

## 人物經歷
快樂·霍根之前是一名拳擊手。東尼·史塔克某次遭遇賽車事故後被他搭救，之後東尼僱用他作為私人司機及保鏢。某次霍根幫助鋼鐵人對付鈦人，在戰鬥中他被鈦人的能量射線擊中，處於瀕死狀態。後來東尼用他試驗性的裝置Enervator對他進行鈷射線實驗治療，初期治癒後卻意外變成身材巨大的怪物（Freak）。
鋼鐵人帶領怪物回到他的實驗室，但實驗室因電力耗盡而停電。這個怪物遇到了小辣椒·波茲，小辣椒在看到他時暈倒，他便把她帶走了。警察朝他開火，導致小辣椒從他身上墜落。鋼鐵人拯救了小辣椒，並帶領怪物再次前往他的實驗室。他在《懸疑故事》＃76（1966年4月）中恢復了正常的自我，當時鋼鐵人再一次將他暴露於Enervator裝置，不過讓他受到暫時性失憶的折磨，持續到《懸念故事》＃83（1966年11月）。
後來，在幫助鋼鐵人重建他的盔甲的同時，快樂再次暴露於鈷射線，並再次轉變為怪物。他把鋼鐵人扔到牆上，並把小辣椒帶走了。
收藏者綁架了快樂和小辣椒，他希望能將這隻怪物添加到他的收藏品中。這引起了鋼鐵人的注意，他前去拯救了他的朋友。
後來，在快樂穿著鋼鐵人盔甲受傷後，史塔克再次使用Enervator裝置救他，認為他已經糾正了裝置的問題。但它又再一次將快樂變成了一個狂暴的怪物。他將自己暴露在鈷輻射下，使他發出強大的能量，最終達到臨界質量並導致他爆炸。史塔克阻止了他，最後終於使用Enervator裝置將他再次恢復正常。
他在《懸疑故事》＃91（1967年7月）的故事中與小辣椒結婚，但後來他們離婚了。
快樂已經幾平在所有東尼的公司工作過，包括史塔克工業，Stark Enterprises 和Stark Solutions。然而，當東尼在狂攻傳奇期間消失時，霍根拒絕受僱於買下史塔克企業旗下的藤川公司（Fujikawa Corporation），但在東尼回歸時重新就業。他還與小辣椒再婚。
隨著2006年《內戰》的故事情節引發東尼相當嚴重的道德、政治和情感問題，快樂持續地為他提供必要的建議，幫助了東尼解決許多個人問題。在與小辣椒的周年紀念之夜，霍根遭到間諜大師的攻擊，後者試圖用霍根作為誘餌引出鋼鐵人。間諜大師威脅先殺死霍根，然後再殺死小辣椒。憤怒的霍根抓住他的脖子，他們摔了下去，之後霍根便處於植物人的昏迷狀態。
當他處於昏迷狀態時，小辣椒告訴東尼，霍根的一位前拳擊手朋友眼鏡蛇麥考伊（Cobra McCoyle）因頭部受到了太多打擊成為植物人，無法養活自己，必須得到照顧。霍根曾說過他永遠不想像麥考伊那樣結束。最後，霍根過世了。
在此之後，東尼偶爾會產生看到快樂的幻覺，參孫博士將其歸因於東尼的思緒被絕境病毒加速以允許他直接與控制並穿上他的盔甲，他的潛意識經常處理他無意識到的信息，這些信息被東尼的思想“過濾”了，存放他的內疚以阻止他面對它，導致快樂或美國隊長的幻想似乎促使東尼承認他沒有註冊的關鍵信息。
後來，當東尼為了阻止諾曼·奧斯朋獲得超級英雄登記法信息而慢慢失去理智並和小辣椒躲藏起來時，小辣椒提醒他，他還有的所有朋友中，快樂也是其中之一。然後東尼回答說：“誰是快樂？”
在樞紐事件中產生了道德顛倒之後，東尼在搬遷到舊金山時遇到了一個新的惡棍憎惡少年。在與憎惡少年談話時，東尼得知他是前史塔克工業公司員工卡特里娜·卡爾森（Katrina Carlson）的兒子傑米·卡爾森（Jamie Carlson），他在公司發生事故時暴露於伽馬輻射，當時東尼還在忙於與另一個維度的巫師對抗。他最初計劃分析並使用青少年憎惡的力量，當分析男孩的DNA結果顯示快樂·霍根是他的父親時，東尼改變了主意，決定治愈男孩，因為快樂是他所尊重的為數不多的人之一，即使東尼的道德觀產生了顛倒，還是不會對他的兒子做出壞事。

## 其他媒體

### 電影
- 漫威電影宇宙：由強·法夫洛飾演快樂·霍根。
  - 《鋼鐵人》（2008年）
  - 《鋼鐵人2》（2010年）
  - 《鋼鐵人3》（2013年）
  - 《蜘蛛人：返校日》（2017年）[1]
  - 《復仇者聯盟3：無限之戰》（2018年）：刪剪片段
  - 《復仇者聯盟4：終局之戰》（2019年）
  - 《蜘蛛人：離家日》（2019年）
  - 《蜘蛛人：無家日》（2021年）[2]
  - 《死侍與金鋼狼》（2024年）

### 電視
- 《漫威超級英雄（英语：The Marvel Super Heroes）》，由湯姆·哈維（英语：Tom Harvey）配音[3]。
- 《鋼鐵人：裝甲冒險》，由阿利斯戴爾·阿貝爾（英语：Alistair Abell）配音[4]。
- 漫威電影宇宙：由強·法夫洛回歸飾演快樂·霍根。
  - 《無限可能：假如…？》（2021-2023年）[5]：動畫劇集，配音演出。